# 皮尔斯陨石坑
皮尔斯陨石坑（Peirce）是位于月球正面危海西部的一座年轻的小型撞击坑，约形成于32-11亿年前的爱拉托逊纪，其名称取自美国数学家暨天文学家本杰明·皮尔斯（1809年-1880年），1935年被国际天文学联合会批准接受。

## 描述

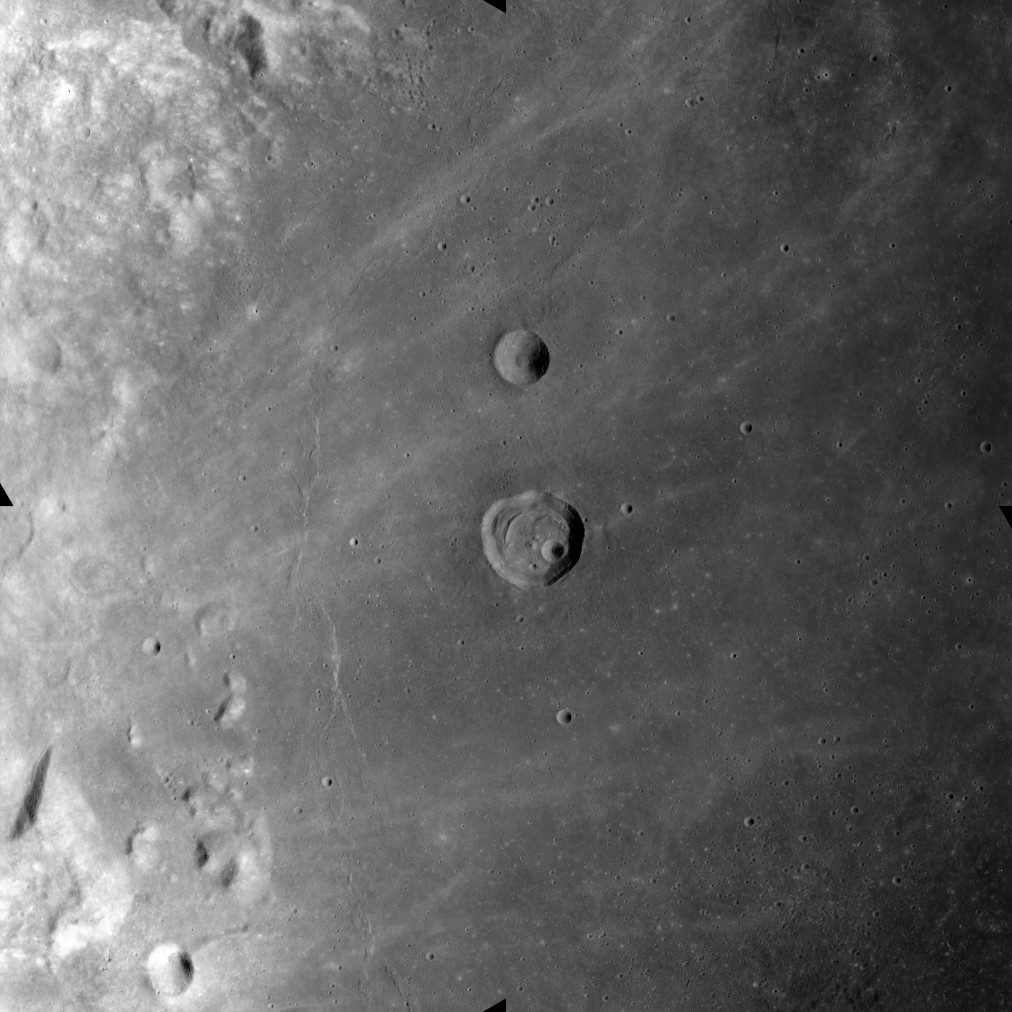
阿波罗17号拍摄的斯威夫特陨石坑(中上方)和皮尔斯陨石坑(中间)，左侧的射纹束来自普罗克洛斯陨石坑，来自美国宇航局。

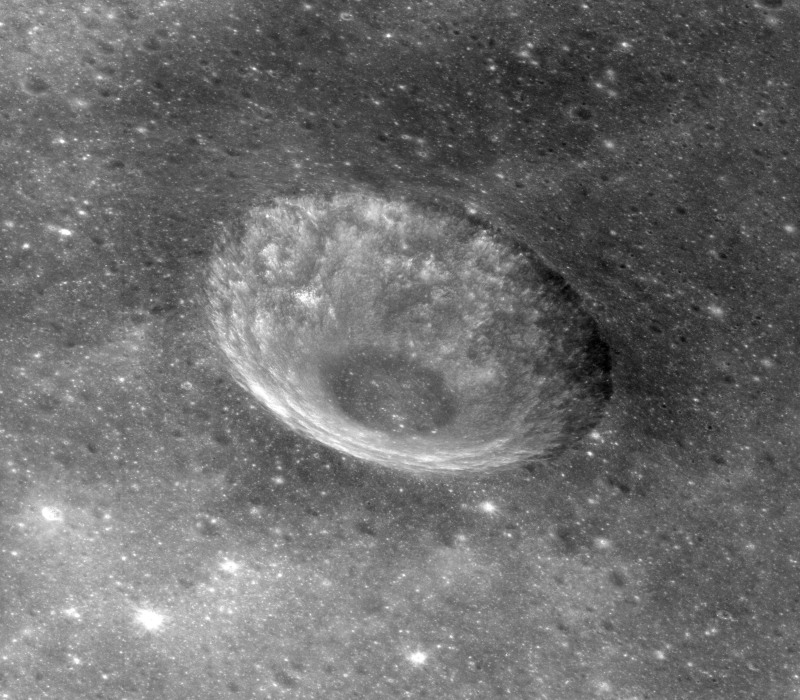
阿波罗17号拍摄的北向斜视图

该陨坑西侧及西北分别毗邻弗雷德霍姆陨石坑和蒂斯朗陨石坑，北面靠近略小的斯威夫特陨石坑，细小的埃克特陨石坑位于它的东侧、东南偏南和西南偏南分别坐落了皮卡德陨石坑和耶基斯陨石坑，而五边形状的普罗克洛斯陨石坑则横卧在它的西南偏西处，沿皮尔斯陨石坑的西侧环绕着绵延的奥佩尔山脊。
该陨坑中心月面坐标为18°16′N 53°21′E / 18.26°N 53.35°E，直径18.86公里，深约1.75公里。

皮尔斯陨石坑外观大体圆状，西北侧略微向外凸出。坑壁边缘清晰完整，内侧壁具有较高的反照率，沿西北内坡底显示有坍塌的迹象，使得该侧内壁更为宽畅。该陨坑坑壁最大高出周边月海760米，坑内地表崎岖坎坷，东南部坐落了一座小撞击坑，西北部分布有一道与内壁平行的弧岭，而坑底中心附近矗立着一座锥形小山丘。

## 卫星陨石坑
按惯例，最靠近皮尔斯陨石坑的卫星坑将在月图上以字母标注在它的中心点旁边。
| 皮尔斯 | 纬度    | 经度    | 直径    |
| ------ | ------- | ------- | ------- |
| C      | 18.8° N | 49.9° E | 19 公里 |

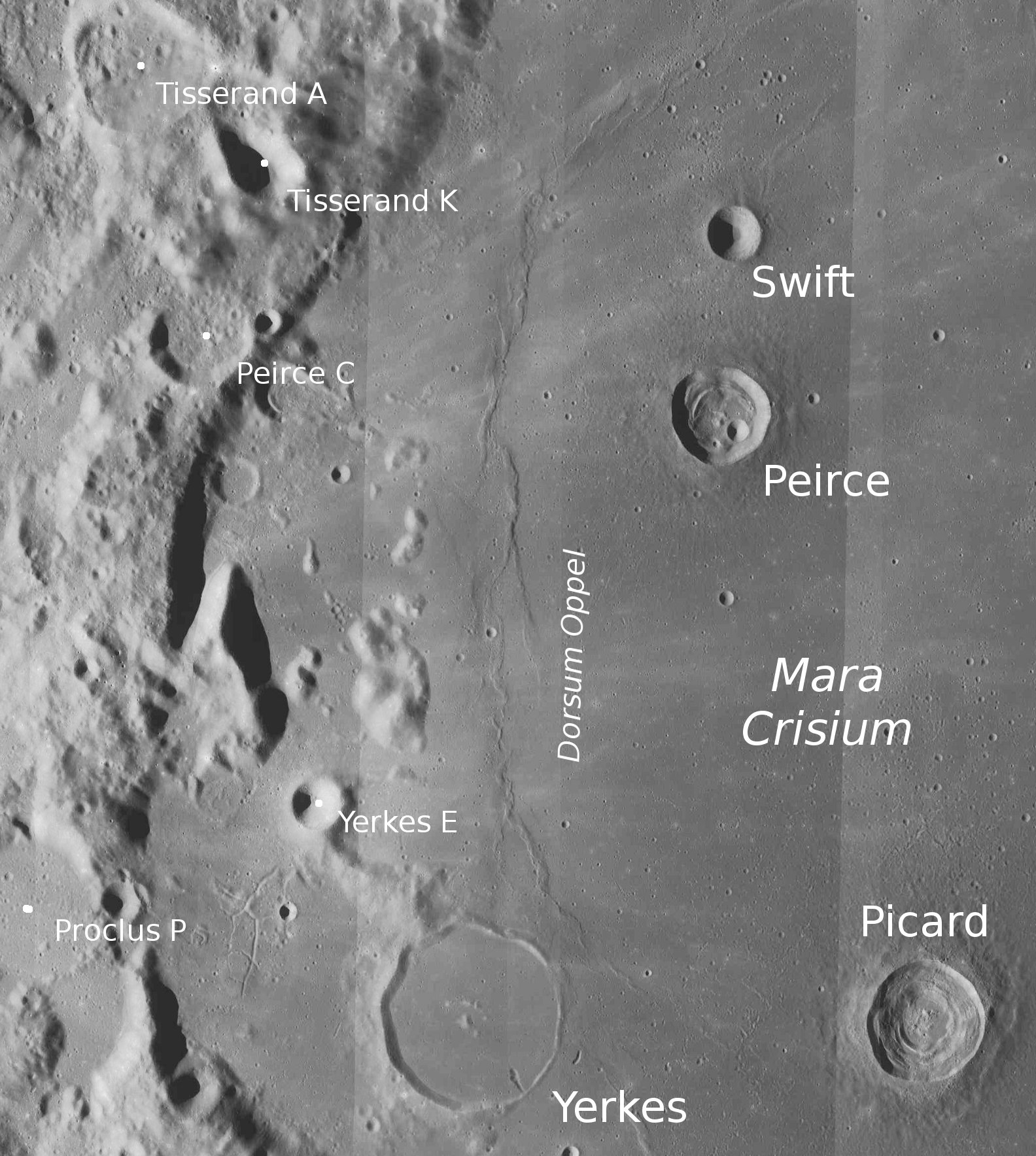
月球勘测轨道飞行器拍摄

- 卫星坑“皮尔斯 B”在1976年被国际天文学联合会更名为斯威夫特陨石坑。

## 另请参阅
- Andersson, L. E.; Whitaker, E. A. . NASA RP-1097. 1982.
- Blue, Jennifer. . USGS. July 25, 2007  [2007-08-05]. （原始内容存档于2014-09-24）.
- Bussey, B.; Spudis, P. . New York: Cambridge University Press. 2004. ISBN 978-0-521-81528-4.
- Cocks, Elijah E.; Cocks, Josiah C. . Tudor Publishers. 1995. ISBN 978-0-936389-27-1.
- McDowell, Jonathan. . Jonathan's Space Report. July 15, 2007  [2007-10-24]. （原始内容存档于2012-05-26）.
- Menzel, D. H.; Minnaert, M.; Levin, B.; Dollfus, A.; Bell, B. . Space Science Reviews. 1971, 12 (2): 136–186. Bibcode:1971SSRv...12..136M. doi:10.1007/BF00171763.
- Moore, Patrick. . Sterling Publishing Co. 2001. ISBN 978-0-304-35469-6.
- Price, Fred W. . Cambridge University Press. 1988. ISBN 978-0-521-33500-3.
- Rükl, Antonín. . Kalmbach Books. 1990. ISBN 978-0-913135-17-4.
- Webb, Rev. T. W.  6th revised. Dover. 1962. ISBN 978-0-486-20917-3.
- Whitaker, Ewen A. . Cambridge University Press. 1999. ISBN 978-0-521-62248-6.
- Wlasuk, Peter T. . Springer. 2000. ISBN 978-1-85233-193-1.